# División de Honor w szachach
División de Honor – najwyższa klasa drużynowych rozgrywek szachowych w Hiszpanii, organizowana przez Federación Española de Ajedrez. Zwycięzca ligi zostaje mistrzem Hiszpanii.

## Historia
Pierwsza edycja rozgrywek odbyła się w 1956 roku na zasadzie meczu finałowego. Od 1957 roku rozgrywki odbywały się w systemie ligowym, a w latach 1969–1973 wyłaniano grupę finałową. Następnie ponownie rozgrywano turniej systemem każdy z każdym. W latach 1986–1994 mistrza wyłaniano za pomocą meczów rozgrywanych systemem szwajcarskim. W 1995 roku powrócono do formatu każdy z każdym, wówczas też zmieniono nazwę ligi na División de Honor w miejsce poprzedniej Primera División. W 2010 roku rozegrano turniej systemem szwajcarskim.

## Medaliści
| Sezon | 1. miejsce                             | 2. miejsce                             | 3. miejsce                        | Źródło                   |
| ----- | -------------------------------------- | -------------------------------------- | --------------------------------- | ------------------------ |
| 1956  | CA Barcelona                           | Real Madryt                            | –                                 | [ 2 ]                    |
| 1957  | Real Madryt                            | CA Barcelona                           | CA Tarrasa                        | [ 3 ]                    |
| 1958  | mistrzostw nie rozegrano               | mistrzostw nie rozegrano               | mistrzostw nie rozegrano          | mistrzostw nie rozegrano |
| 1959  | Real Madryt                            | CA Español                             | CA Barcelona                      | [ 4 ]                    |
| 1960  | Chardenet Madryt                       | Real Madryt                            | CA Barcelona                      | [ 5 ]                    |
| 1961  | Real Madryt                            | CA Español                             | Chardenet Madryt                  | [ 6 ]                    |
| 1962  | Real Madryt                            | CA Español                             | CA Tarrasa                        | [ 7 ]                    |
| 1963  | Chardenet Madryt                       | Real Madryt                            | CA Ruy López-Paluzie              | [ 8 ]                    |
| 1964  | CA Barcelona                           | Chardenet Madryt                       | CA Español                        | [ 9 ]                    |
| 1965  | CA Alcoy                               | CA Tarrasa                             | Chardenet Madryt                  | [ 10 ]                   |
| 1966  | CA Español                             | CA Barcelona                           | Chardenet Madryt                  | [ 11 ]                   |
| 1967  | CA Barcelona                           | Real Madryt                            | Chardenet Madryt                  | [ 12 ]                   |
| 1968  | Schweppes Madryt                       | CA Español                             | Deportivo La Coruña               | [ 13 ]                   |
| 1969  | Schweppes Madryt                       | CA Tarrasa                             | CA Barcelona                      | [ 14 ]                   |
| 1970  | Schweppes Madryt                       | CA Español                             | Centro Asturiano Gijón            | [ 15 ]                   |
| 1971  | Schweppes Madryt                       | CA Caja Insular de Ahorros             | CA Español                        | [ 16 ]                   |
| 1972  | Schweppes Madryt                       | CA Caja Insular de Ahorros             | UGA Barcelona                     | [ 17 ]                   |
| 1973  | CA Caja Insular de Ahorros             | Schweppes Madryt                       | CA Español                        | [ 18 ]                   |
| 1974  | Schweppes Madryt                       | CA Caja Insular de Ahorros             | CA Español                        | [ 19 ]                   |
| 1975  | Schweppes Madryt                       | CA Español                             | CE Terrassa                       | [ 20 ]                   |
| 1976  | CA Caja Insular de Ahorros             | UGA Barcelona                          | CA Condal Las Palmas              | [ 21 ]                   |
| 1977  | CA Caja Insular de Ahorros             | CE Terrassa                            | CE Olot                           | [ 22 ]                   |
| 1978  | UD Las Palmas                          | Vulcà Barcelona                        | CE Olot                           | [ 23 ]                   |
| 1979  | UGA Barcelona                          | Vulcà Barcelona                        | CA Caja de Ahorros de Málaga      | [ 24 ]                   |
| 1980  | Vulcà Barcelona                        | CE Olot                                | UGA Barcelona                     | [ 25 ]                   |
| 1981  | Vulcà Barcelona                        | UGA Barcelona                          | CA Círculo Mercantil              | [ 26 ]                   |
| 1982  | Vulcà Barcelona                        | UGA Barcelona                          | Peña Rey Ardid Bilbao             | [ 27 ]                   |
| 1983  | Vulcà Barcelona                        | Peña Rey Ardid Bilbao                  | CA Gambito Valencia               | [ 28 ]                   |
| 1984  | Vulcà Barcelona                        | CA Barcelona                           | Labradores Sewilla                | [ 29 ]                   |
| 1985  | CE Terrassa                            | UGA Barcelona                          | Vulcà Barcelona                   | [ 30 ]                   |
| 1986  | Vulcà Barcelona                        | UGA Barcelona                          | CA La Caja de Canarias            | [ 31 ]                   |
| 1987  | Vulcà Barcelona                        | CA La Caja de Canarias                 | UGA Barcelona                     | [ 32 ]                   |
| 1988  | CA La Caja de Canarias                 | Labradores Sewilla                     | Vulcà Barcelona                   | [ 33 ]                   |
| 1989  | Vulcà Barcelona                        | UGA Barcelona                          | Centelles Cataluña                | [ 34 ]                   |
| 1990  | CA La Caja de Canarias                 | Penya Escacs Cerdanyola                | Vulcà Barcelona                   | [ 35 ]                   |
| 1991  | UGA Barcelona                          | Vulcà Barcelona                        | CA La Caja de Canarias            | [ 36 ]                   |
| 1992  | UGA Barcelona                          | CA La Caja de Canarias                 | CajaCanarias Santa Cruz           | [ 37 ]                   |
| 1993  | UGA Barcelona                          | CA La Caja de Canarias                 | Vulcà Barcelona                   | [ 38 ]                   |
| 1994  | CA Villa de Teror                      | Vulcà Barcelona                        | UGA Barcelona                     | [ 39 ]                   |
| 1995  | Vulcà Barcelona                        | UGA Barcelona                          | Labradores Sewilla                | [ 40 ]                   |
| 1996  | UGA Barcelona                          | Barcino Barcelona                      | CA La Caja de Canarias            | [ 41 ]                   |
| 1997  | Barcino Barcelona                      | Vulcà Barcelona                        | UGA Barcelona                     | [ 42 ]                   |
| 1998  | Epic-Barcino Terrassa                  | UGA Barcelona                          | UE Foment Martinenc               | [ 43 ]                   |
| 1999  | Marcote Mondariz                       | UGA Barcelona                          | CA La Caja de Canarias            | [ 44 ]                   |
| 2000  | Palm Oasis Maspalomas                  | Marcote Mondariz                       | Reverté Albox                     | [ 45 ]                   |
| 2001  | Tiendas UPI Mancha Real                | Reverté Albox                          | CE Terrassa-Cirsa                 | [ 46 ]                   |
| 2002  | Tiendas UPI Mancha Real                | Marcote Mondariz                       | UE Foment Martinenc               | [ 47 ]                   |
| 2003  | Marcote Mondariz                       | Tiendas UPI Mancha Real                | CA Valencia-Grupo Bali            | [ 48 ]                   |
| 2004  | Intel-Tiendas UPI Mancha Real          | CA Valencia-Cuna del Ajedrez Moderno   | Reverté Albox                     | [ 49 ]                   |
| 2005  | Reverté Albox-Costa de Almería         | ÉborAjedrez Talavera                   | Gros XT                           | [ 50 ]                   |
| 2006  | Linex-Magic Mérida                     | Cuna de Dragones-Ajoblanco Mérida      | Intel-Tiendas UPI Mancha Real     | [ 51 ]                   |
| 2007  | Linex-Magic Mérida                     | Cuna de Dragones-Ajoblanco Mérida      | Intel-Tiendas UPI Mancha Real     | [ 52 ]                   |
| 2008  | CajaCanarias Santa Cruz                | Linex-Magic Mérida                     | Solvay Torrelavega                | [ 53 ]                   |
| 2009  | Linex-Magic Mérida                     | Escuela Int. Kasparov-Marcote Mondariz | Kutxa-Gros XT                     | [ 54 ]                   |
| 2010  | Escuela Int. Kasparov-Marcote Mondariz | Solvay Torrelavega                     | Linex-Magic Mérida                | [ 55 ]                   |
| 2011  | Gros XT                                | Sestao Naturgas Energia XT             | Colegio Marcote-EIKM Mondariz     | [ 56 ]                   |
| 2012  | Sestao Naturgas Energia XT             | Solvay Torrelavega                     | Reverté Albox                     | [ 57 ]                   |
| 2013  | Sestao Naturgas Energia XT             | Solvay Torrelavega                     | Gros XT                           | [ 58 ]                   |
| 2014  | Mérida Patrimonio de la Humanidad      | Sestao Naturgas Energia XT             | Magic Extremadura                 | [ 59 ]                   |
| 2015  | Solvay Torrelavega                     | Sestao Fundacion EDP XT                | Mérida Patrimonio de la Humanidad | [ 60 ]                   |
| 2016  | Sestao Fundacion EDP XT                | Mérida Patrimonio de la Humanidad      | Jaime Casas Monzón                | [ 61 ]                   |
| 2017  | Sestao Bizkaialde XT                   | Solvay Torrelavega                     | Escola d'Escacs de Barcelona      | [ 62 ]                   |
| 2018  | Sestao Bizkaialde XT                   | CAC Beniaján Duochess                  | Solvay Torrelavega                | [ 63 ]                   |
| 2019  | Magic Extremadura                      | Gros XT                                | CAC Beniaján Duochess             | [ 64 ]                   |
| 2020  | CA Silla-Bosch SerInsYs                | Andreu Paterna                         | Magic Extremadura                 | [ 65 ]                   |
| 2021  | DuoBeniaján Costa Cálida               | CA Silla-Bosch SerInsYs                | Andreu Paterna                    | [ 66 ]                   |
| 2022  | Solvay Torrelavega                     | CA Silla-Bosch SerInsYs                | Andreu Paterna                    | [ 67 ]                   |
| 2023  | DuoBeniaján Costa Cálida               | CA Silla-Integrant col·lectius         | Solvay Torrelavega                | [ 68 ]                   |
| 2024  | DuoBeniaján Costa Cálida               | MyInvestor Casablanca                  | CA Silla-Integrant col·lectius    | [ 69 ]                   |